# Meteor Garden
Meteor Garden (流星花園 - Liú Xīng Huā Yuán) est une série télévisée chinoise en 30 épisodes de 45 minutes, créée par Chai Zhi Ping d'après le manga Hana yori dango et diffusée entre le 21 avril 2001 et le 16 août 2001 sur CTS.

## Synopsis
Shan Cai est une étudiante issue d'un milieu modeste à l'Université Mying De. En plus d'être méprisée par ses camarades de classe, elle s'attire les foudres du chef du F4, Dao Ming Si. Le F4 est composé de Dao Ming Si, Hua Ze Lei, Xi Men et Mei Zuo, les quatre plus grosses fortunes du pays et, leurs parents faisant d'énormes dons d'argent à l'école, personne n'ose les affronter.
Personne sauf Shan Cai qui attaque ouvertement Dao Ming Si, ne supportant pas son comportement hautain et méprisant. Ce dernier va alors la tyranniser en lui mettant toute l'école à dos. D'un caractère plutôt fort et déterminé, Shan Cai déclare la guerre à Dao Ming Si qui va commencer peu à peu à s'intéresser à elle. Mais Shan Cai n'a d'yeux que pour Lei, le membre le plus calme et mystérieux de F4...

## Distribution
- Barbie Hsu : Shan Cai
- Jerry Yan : Dao Ming Si
- Vic Zhou (en) : Huaze Lei
- Ken Zhu (en) : Xi Men
- Vanness Wu : Mei Zuo
- Belinda Cheng : Baihe
- Zhang Ruo Zhen : Qianhui
- Ye An Tin : Lizhen
- Wang Yue : la mère de Shan Cai
- Teng Chi Xing : le père de Shan Cai
- Zhen Xiu Zhen : Daoming Feng
- Edward Ou (en) : Qinghe
- Rainie Yang : Xiaoyou
- Winnie Qian : Tengtang Jing
- Ke Huan-ru : Xiaozi
- Mary Hsu : Dao Ming Zhuang

## Fiche technique
- Générique de début : Qing Fei De Yi (情非得已) par Harlem Yu
- Générique de fin : Ni yao de ai (你要的愛) par Penny Dai (戴佩妮)

## Commentaires
Cette série a été suivie de quatre épisodes spéciaux diffusés sous le titre Meteor Rain.
Il existe également d'autres versions de cette série :
- Drama japonais : Hana Yori Dango
- Drama coréen : Boys Over Flowers
- Drama chinois : Meteor Shower
- Drama Thailandais : F4 Thailand : Boys Over Flowers